# 蜂須賀宗英
蜂須賀 宗英（はちすか むねてる）は、阿波徳島藩の第7代藩主。

## 生涯

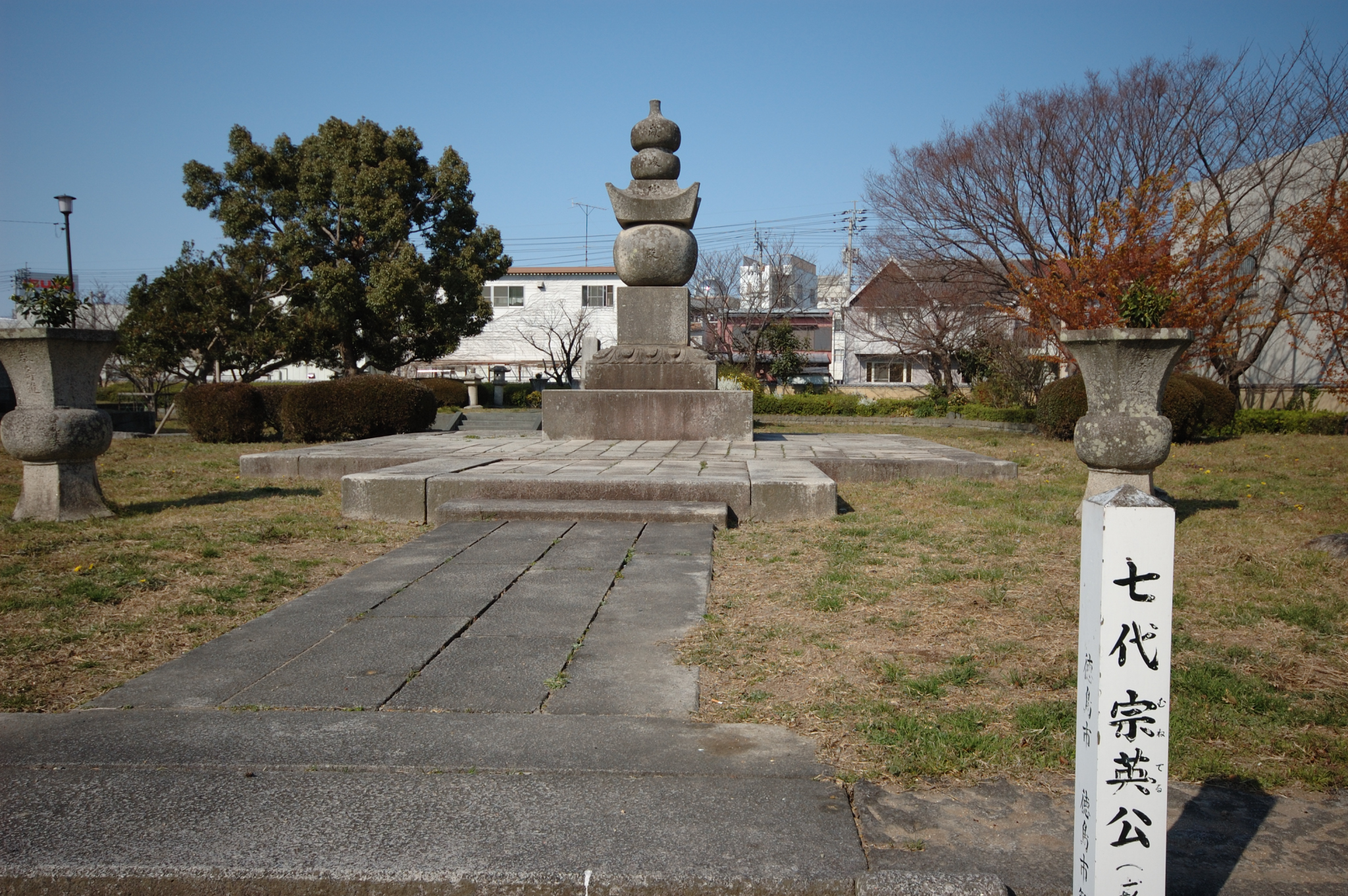
興源寺の墓所（徳島県徳島市下助任町）

蜂須賀隆喜（第2代藩主・蜂須賀忠英の五男）の三男。幼名は勘次郎、初名は隆泰（たかやす）。号は潜外、通称は宮内。はじめは中老や家老として藩政に参画していたが、若くして隠居し京都などに住んだ。
享保20年（1735年）6月10日、蜂須賀宗員の死去に際し末期養子となり、52歳で徳島藩第7代藩主となった。同年8月15日、将軍・徳川吉宗に御目見した。同年12月11日、従四位下・阿波守に叙任した。後に侍従に任官した。同日、徳川吉宗の偏諱を受けて宗英（｢英｣は祖父・忠英の1字を取ったもの）と改名した。
元文4年（1739年）12月22日、隠居し、養子宗鎮に家督を譲る。隠居後は潜外と号した。
寛保3年（1743年）2月晦日、江戸で死去。享年59。遺体は京都へ運ばれ、清浄華院に葬られた。
宗鎮以後、蜂須賀宗家は他家からの養子が続き、宗英は正勝・家政・至鎮の男系子孫では最後の藩主となった。

## 蜂須賀宗英と清浄華院
蜂須賀宗英の墓は京都の清浄華院にあり、これは歴代徳島藩主で唯一、徳島以外にある墓である。宗英の娘・友姫の嫁ぎ先の公家・東園基楨が清浄華院の檀家であり、友姫が葬られているという縁である（友姫の死は宗英が藩主になる以前のことである）。また、前述のように自身も藩主になる以前、京都に住んでいたことがある。宗英の墓参りのため、以降の歴代藩主は京都を訪れるようになった。
2011年3月、清浄華院の境内に徳島藩主ゆかりの蜂須賀桜が植樹された。

## 系譜
- 父：蜂須賀隆喜（1643年 - 1698年）
- 母：不詳
- 養父：蜂須賀宗員（1709年 - 1735年）
- 側室：某氏
  - 女子
  - 女子：友姫 - 観心院、東園基楨正室
- 養子
  - 男子：蜂須賀宗純（1716年 - 1739年） - 松平忠雅の次男
  - 男子：蜂須賀宗鎮（1721年 - 1780年） - 松平頼煕の次男
  - 女子：元姫（? - 1742年） - 鳳台院、蜂須賀宗鎮正室、蜂須賀吉武娘